# Anthology (album Bryana Adamsa)
Anthology – 2-płytowy album kompilacyjny kanadyjskiego muzyka Bryana Adamsa, zawierający utwory nagrane w latach 1978–2005. Na rynek trafiły dwie wersje kompilacji – północnoamerykańska i międzynarodowa. W zestawie pierwszej edycji znajdował się także trzeci nośnik – płyta DVD, zawierający zapis z koncertu „Live in Lisbon” z połowy 2005 roku. Bonus ten był jednak dostępny jedynie przez określony czas. Wszystkie piosenki są ułożone w chronologicznym porządku według publikacji (wyjątkiem jest jedna ze ścieżek na amerykańskiej edycji). Całość uzupełnia kompozycja „18 Til I Die” zarejestrowana podczas koncertu w Lizbonie oraz dwa nowe nagrania: „So Far So Good” i „I'm Not The Man You Think I Am”. Dołączona do krążka książeczka, zawiera informacje na temat procesu powstawania utworów, jak również szczegóły dotyczące poszczególnych kompozycji.

## Publikacja i recepcja
Współproducentem Anthology jest Adams, Robert „Mutt” Lange i Bob Clearmountain. Album został wydany z okazji 25–lecia kariery artystycznej muzyka. Na brytyjskich listach płyta dotarła do 29. miejsca. W Szwecji i Norwegii album zatrzymał się odpowiednio na 5. i 10. pozycji. W Kanadzie natomiast płyta pokryła się dwukrotnie platyną. Na świecie sprzedało się ponad 3 mln egzemplarzy kompilacji.

## Różnice między edycjami
Na pierwszym krążku północnoamerykańskiej wersji, „The Best of Me” jest ostatnim utworem, natomiast międzynarodowa wersja zawiera go na płycie drugiej. W jego miejsce na światowej kompilacji widnieje „All I Want Is You”.
Na drugim nośniku, edycji amerykańskiej znajdują się dwa utwory z LP Room Service, a także nagraną na nowo aranżację „When You’re Gone” wspólnie z Pamelą Anderson. Międzynarodowy odpowiednik kompilacji zawiera nową piosenkę „I'm Not the Man You Think I Am” (z filmu Być jak Stanley Kubrick) w miejsce dwóch pozycji z Room Service. Ten wariant składanki obejmuje także „When You’re Gone”, w duecie z brytyjską piosenkarką Mel C., zamiast świeższej aranżacji.

## Lista utworów

### Edycja międzynarodowa

#### Dysk 1
| LP  | Tytuł                                 | Autor                | Długość |
| --- | ------------------------------------- | -------------------- | ------- |
| 1.  | „Remember”                            | Adams/Vallance       | 3:41    |
| 2.  | „Lonely Nights”                       | Adams/Vallance       | 4:46    |
| 3.  | „Straight from the Heart”             | Adams/Kagna          | 3:30    |
| 4.  | Cuts Like a Knife”                    | Adams/Vallance       | 5:16    |
| 5.  | „This Time”                           | Adams/Vallance       | 3:18    |
| 6.  | „Run to You”                          | Adams/Vallance       | 3:54    |
| 7.  | „Somebody”                            | Adams/Vallance       | 4:44    |
| 8.  | Heaven”                               | Adams/Vallance       | 4:03    |
| 9.  | „Summer of ’69”                       | Adams/Vallance       | 3:35    |
| 10. | „One Night Love Affair”               | Adams/Vallance       | 4:42    |
| 11. | It’s Only Love” (z Tiną Turner)       | Adams/Vallance       | 3:15    |
| 12. | „Heat of the Night”                   | Adams/Vallance       | 5:07    |
| 13. | „Hearts on Fire”                      | Adams/Vallance       | 3:30    |
| 14. | „(Everything I Do) I Do It for You”   | Adams/Lange/Vallance | 6:34    |
| 15. | „Can't Stop This Thing We Started”    | Adams                | 4:29    |
| 16. | „There Will Never Be Another Tonight” | Adams/Lange/Vallance | 4:40    |
| 17. | „Thought I'd Died and Gone to Heaven” | Adams/Vallance       | 5:58    |
| 18. | „All I Want Is You”                   | Adams                | 5:20    |

#### Dysk 2
| LP  | Tytuł                                         | Autor                    | Długość |
| --- | --------------------------------------------- | ------------------------ | ------- |
| 1.  | „Please Forgive Me”                           | Adams/Lange              | 5:55    |
| 2.  | „All for Love” (z Rodem Stewartem i Stingiem) | Adams/Lange/Kamen        | 4:46    |
| 3.  | „Have You Ever Really Loved a Woman?”         | Adams/Kamen/Lange        | 4:06    |
| 4.  | „Rock Steady” (z Bonnie Raitt – na żywo)      | Adams/Peters             | 4:05    |
| 5.  | „The Only Thing That Looks Good on Me Is You” | Adams/Lange              | 3:37    |
| 6.  | „Let's Make a Night to Remember”              | Adams/Lange              | 6:19    |
| 7.  | „Star”                                        | Adams/Lange              | 3:42    |
| 8.  | „Back to You”                                 | Adams/Lange              | 3:35    |
| 9.  | „I'm Ready”                                   | Adams/Vallance           | 4:42    |
| 10. | „On a Day Like Today”                         | Adams/Lange              | 3:15    |
| 11. | „When You’re Gone” (feat. Melanie C)          | Adams/Martin/Peters      | 3:24    |
| 12. | „Cloud Number Nine” (Chicane Mix)             | Adams/Martin/Peters      | 3:45    |
| 13. | „The Best of Me”                              | Adams/Vallance           | 3:33    |
| 14. | „Don't Give Up”                               | Adams/Bracegirdle/Hedges | 3:31    |
| 15. | „Here I Am”                                   | Adams/Zimmer/Peters      | 4:40    |
| 16. | „Open Road”                                   | Adams/Kennedy            | 3:30    |
| 17. | „18 'Til I Die” (na żywo)                     | Adams/Lange              | 3:28    |
| 18. | „So Far So Good”                              | Adams/Lange              | 3:47    |
| 19. | „I'm Not the Man You Think I Am”              | Adams/Peters             | 5:20    |

## Personel
- Bryan Adams – gitara rytmiczna, śpiew, koproducent
- Keith Scott – gitara prowadząca
- Tommy Mandel – organy Hammonda
- Dave Taylor – gitara basowa
- Mickey Curry – perkusja
- Brian Stanley – gitara basowa
- Phil Nicholas – klawisze, programowanie

- Robbie King – organy Hammonda
- Bill Payne – fortepian, organy Hammonda
- Larry Klein – gitara basowa
- Ed Shearmur – klawisze
- The Tuck Back Twins – wokale w tle
- Kirk McNally – inżynier dźwięku
- Andrew Catlin – fotografia[13]